# Hochfelden (Szwajcaria)
Hochfelden (gzu. Hoochfälde) – miejscowość i gmina (Politische Gemeinde) w północnej Szwajcarii, w kantonie Zurych, w okręgu (Bezirk) Bülach. Leży nad rzeką Glatt.

## Historia
Gmina została po raz pierwszy wspomniana w dokumentach w 886 roku jako Hofelda.

## Demografia
W Hochfelden mieszka 1989 osób. W 2021 roku 14,8% populacji gminy stanowiły osoby urodzone poza Szwajcarią.
W 2000 roku 88,2% populacji mówiło w języku niemieckim, 3,2% populacji w języku albańskim, a 2,4% w języku włoskim.
Zmiany w liczbie ludności na przestrzeni lat przedstawia poniższy wykres:

## Współpraca
Miejscowość partnerska:
- Hochfelden, Francja